# Kazuki Teshima
Kazuki Teshima (手島 和希, Teshima Kazuki) est un footballeur japonais né le 7 juin 1979.

## Biographie
Ce défenseur participe à la Coupe du monde des moins de 20 ans 1999 avec le Japon.
En club, il joue principalement en faveur du Kyoto Sanga, équipe avec laquelle il dispute 129 matchs en J-League 1 et 113 matchs en J-League 2.

## Palmarès
- Finaliste de la Coupe du monde des moins de 20 ans 1999 avec le Japon
- Vainqueur de la Coupe de l'Empereur en 2002 avec le Kyoto Sanga
- Champion de J-League 2 en 2001 et 2005 avec le Kyoto Sanga